# Bárbara atómica
Bárbara atómica es una película de Argentina en blanco y negro dirigida por Julio Saraceni según el guion de Abel Santa Cruz según la obra teatral Barbara Bow, de Michel Durán que se estrenó el 23 de mayo de 1952 y que tuvo como protagonistas a Juan Carlos Thorry, Blanquita Amaro, Adolfo Stray y Ubaldo Martínez. Grupos cercanos a la Iglesia católica que protestaban por el estreno del filme provocaron disturbios en Córdoba y Buenos Aires.

## Sinopsis
Una cancionista caprichosa y un veterinario se odian pero terminan enamorándose.

## Reparto
- Juan Carlos Thorry
- Blanquita Amaro
- Adolfo Stray
- Ubaldo Martínez
- Lalo Maura
- Ramón J. Garay
- María Esther Duckse
- Vicente Rubino
- Guido Gorgatti
- María Luisa Notar
- Las Mulatas de Fuego

## Comentarios
Para Noticias Gráficas en la película hay:

«Comicidad dislocada aunque de eficacia.»

Crítica la considera:

«Una comedia inocente.»

Por su parte Manrupe y Portela apuntan:

«El argumento no tiene nada de provocativo y la picardía queda a mitad de camino.«»